# Comuna Hudești, Botoșani
Hudești este o comună în județul Botoșani, Moldova, România, formată din satele Alba, Baranca, Bașeu, Hudești (reședința), Mlenăuți și Vatra.
Din punct de vedere fizico-geografic, localitatea este în nord-estul țării, în nordul Moldovei, fiind străbătută de drumul național nr. 29 A. Raportat la reședința județului, municipiul Botoșani, comuna se află la o distanță de 62 km spre nord, având ca orașe apropiate Darabani la 12 km nord-est și Dorohoi la 24 km sud-vest.
Comuna Hudesti se învecinează cu Ucraina (raul Prut) la nord-vest și orașul Darabani (satul Bajura) la nord-est, comuna Concești la est, comuna Havarna la sud est, comuna George Enescu la sud și comuna Suharău la sud și sud vest. 

## Repere geografice
Comuna Hudești este situată în partea de nord a județului Botoșani, localitatea Hudești fiind astăzi străbătută de drumul național 29A. Comuna se află la intersecția paralelei de 48º10’25” latitudine nordică, cu meridianul 26º30’15” longitudine estică, în extremitatea nordică a României, având următoarele vecinătăți:
- în nord: râul Prut ca graniță între România și Ucraina;
- în vest: comuna Suharău cu satele limitrofe: Oroftiana, Suharău, Lișna și Izvoare;
- în sud: comuna George Enescu cu satul Stânca;
- în sud și sud-est: comuna Havârna cu satul Havârna;
- în est: comuna Concești cu satele Concești și Movileni;
- în nord-est: Orașul Darabani cu satul Bajura.

Suprafața comunei este de 10.400ha - 10.449ha, Hudești fiind cea mai mare comună din județul Botoșani. Teritoriul comunei se împarte în:
- terenuri agricole 7.385ha, din care 5.495ha arabil, 1.540ha pășuni, 202ha fânețe, 13ha vii, 42ha livezi;[6]
- terenuri neagricole, din care terenuri forestiere 2.120ha, 507ha iazuri și bălți și 611ha poteci, drumuri publice, construcții și alte terenuri neproductive.[7]

Relieful face parte din Câmpia Moldovei (Jijiei), o componentă a Podișului Moldovei. Solul este format majoritar din cernoziomuri mediu levigate, adecvate practicării agriculturii. În zonele împădurite cu foioase se regăsesc solurile brune de pădure și soluri cenușii, iar în lunca Bașeului sau a afluenților acestuia predomină solurile aluvionare. În adâncimea scoarței există formațiuni compacte de piatră de carieră și cantități semnificative de nisip cuarțos care se folosește la prelucrarea porțelanurilor și sticlei. Extragerea nisipului cuarțos s-a făcut de-a lungul timpului în locul denumit de localnici „Șes Bordeanu”, aflat între satele Bașeu și Alba. În anul 2009, exploatările se derulau în zona podului dintre satele Bașeu și Hudești, numit „Șes Bompa”.
Conform unui raport de mediu elaborat în 2011 resursele subsolului constau din depozite de nisipuri silicioase în Hudești și Alba, ghipsuri în Hudești, Suharău și Concești, gresii în Hudești, pietrișuri în Baranca, tufuri în Hudești.
Cel mai înalt punct al reliefului este vârful dealului Poiana Nantă la 287,7m și cel mai de jos se află pe Valea Prutului, foarte aproape de Balta Gheorghiu la altitudinea de 121m. A doua cea mai înaltă altitudine este pe Dealul Bașeului la 233m. Toate dealurile din partea de sud-est și est au formă de platouri adecvate pentru practicarea agriculturii. În partea de nord și nord-vest de satul Hudești, majoritatea dealurilor sunt împădurite, expepție făcând Dealul Bărăncii și Dealul Țurcanului. Cele mai bune locuri pentru agricultură sunt terenurile de pe dealurile Lișna, Puturoasa, Podul Manolii, Cuzoiaia, Ceacâr, Dealul Izvorului, Grâie, Dealul Crucii, Cresneanu, Ciritei etc.
Situat în partea de vest a satului Hudești, „Iazul La Axinte” a fost construit în albia majoră a pârâului Bașeu prin stăvilirea acestuia în primul sfert al secolului al XX-lea, cu o suprafață de aproximativ 20 ha. Situat la poalele Dealului Bașeu, „Iazul la Bașeu (Velniță)” a fost realizat prin stăvilirea Bașeului pe la mijlocul secolului al XIX-lea. „Izâtura”, așa cum o denumesc localnicii, a cedat în timp și actualul iaz a fost făcut prin muncă voluntară între anii 1961 - 1962, cu o suprafață de circa 23 ha. „Iazul la Cal Alb”, situat în partea de est a comunei Hudești, a fost amenajat în anul 1973, cu o suprafață de aproximativ 155 ha.
Principala vale care străbate teritoriul comunal este Valea Bașeului pe care curge părăul Bașeu, acesta fiind zăgăzuit în cele trei iazuri menționate în documente istorice încă din secolul al XVI-lea: Iazul Velnița, Iazul Morarului, Iazul Axinte și mai jos - Iazul Calul Alb ( 186ha ). Părăul Bașeu își are izvorul sub panta unui deal din apropierea satului Cristinești și trece pe teritoriul comunei Suharău, după care prin comunele Hudești, Havârna, Știubieni, preia apele părăului Podriga lângă localitatea Săveni și apoi se varsă în râul Prut. Bașeul preia pe parcursul lui prin comuna Hudești apele afluenților - părăul Alb, Ursoiu, Floroiu, părăul Carierei, Șipotului, părăul Morii, Răstoaca și părăul Vatra ( Satului ).
Vegetația acestui areal geografic este specifică zonei de stepă și silvostepă. Aici regăsim fânețe și pășuni, zone unde predomină rogozul, papura și de-a lungul pâraielor și iazurilor, multe pâlcuri de stufăriș. În partea dinspre Prut se găsesc zonele împădurite pe suprafețe întinse cu stejar, ulm, carpen, paltin, plop, jugastru, fag, salcie etc. Toată această vegetație a permis existența unei faune diversificate formată din căprioare, mistreți, vulpi, veverițe, păsări de pradă și multe specii de rozătoare.

## Istorie

Istoria Comunei Hudești

Istoria comunei Hudești, Botoșani se înscrie pe traseul pe care l-au avut majoritatea localităților rurale din nordul Moldovei, care au apărut ca urmare a împărțirii pământurilor făcute de domnitorii feudali către marii latifundiari. Din cercetările pe care le-au făcut istoricii, ca Ion Bogdan în lucrarea sa Despre cnejii români publicată în anul 1903, a rezultat că „... este incontestabil că mare parte din satele moldovenești au fost înființate de cneji, juzi sau hatmani care căpătau dreptul de a aduna oameni de prin țară și din țări străine ca să înființeze sate noi”. Pământurile comunei Hudești au purtat secole de-a rândul denumirea de Hudeștii-Mari și au făcut parte din moșia cu același nume. Aceasta a fost timp de peste o sută de ani proprietatea familiei Movileștilor, cea care a dat în perioada de sfârșit a secolului al XVI-lea și cea de început a secolului al XVII-lea șapte domnitori ai Moldovei. Cu timpul, moșia a fost tranzacționată deseori și a devenit proprietatea principală a familiei Boldur-Lățescu, apoi a lui Ion Franc și a fraților Gheorghe, Ion și Ilie Ciolac.
Istoria comunei a avut un punct de apogeu în anul 1907, când Hudeștiul a fost localitatea de unde a pornit Răscoala din 1907 în județul Dorohoi. Mărturiile evenimentelor de atunci au rămas în documentele emise de autoritățile statului român, din care transpar elementele de propagandă socialistă care au avut un impact hotărâtor de influență asupra unei populații rurale al cărei nivel de cultură social - economică, dar și politică, era precar. Factorii de influență locală au fost învățătorul Ion Alexandrescu, preotul satului, dar și o serie de persoane știitoare de carte, așa cum a fost Ion Gălbău din satul Alba.
Din cauză că moșia Hudeștilor-Mari a făcut parte din proprietățile marilor boieri, populația hudeșteană trebuia să răspundă pozitiv la chemarea moșierilor pentru sprijinirea domnitorului în războaiele pe care acesta le purta. Boierii recrutau bărbați apți pentru armată din rândul propriilor localnici. Monograful comunei, Gheorghe Apătăchioae, a avut credința fermă că nu a existat vreun război la care hudeștenii să nu fi participat, asta ținând cont de condițiile relațiilor feudale dintre stăpânii pământurilor și supușii care-l munceau. În opinia acestuia, situația nu s-a schimbat nici în a doua jumătate a secolului al XIX-lea, perioadă de plin avânt al modernizării Principatelor Unite și Regatului Românei.
Populația comunei, prin bărbații ei, a participat la Războiul de Independență al României din 1877 - 1878, la Al Doilea Război Balcanic din 1913, la Primul Război Mondial și la Al Doilea Război Mondial. 378 de militari hudeșteni au decedat pe câmpurile de luptă ale acestor războaie. Numele acestora a rămas pe toate monumentele dedicate eroilor de război care au fost ridicate în satul Hudești.
Ocupația de bază a sătenilor din această comuna a fost agricultura însă, din cauza neajunsurilor pe care întreaga populație le-a avut ca urmare a înrobirii ei de către moșieri, dar și a speculanților care le-au dijmuit veniturile, apogeul lor fiind în 1946 - 1947, în ziua de azi, prea puțini săteni mai vor să audă de meseria de agricultor. Agricultura ca ramură de bază a hudeștenilor a evoluat de-a lungul vremurilor. Cu sute de ani în urmă, țăranii nu aveau pământ și viața lor era una deosebit de grea. S-au dat reforme agrare, în principal trei importante, cea din 1864, apoi 1921 și 1945. Moșiile boierești s-au tot micșorat până au dispărut. Interesul țărănimii pentru cultivarea suprafețelor agricole s-a stins complet pe timpul regimului comunist, timp în care copiii sătenilor au plecat la școli și au urmat meserii în industria comunistă. În anul 2010, mai exista în funcțiune pe teritoriul comunal o singură fermă, cea a lui Costache Nazare.

## Școala

Hudești - Școala Costăchească

Școlile comunei Hudești au luat ființă în majoritatea lor la sfârșitul secolului al XIX-lea și începutul secolului următor, excepție făcând Școala Costăchească care s-a înființat în anul 1841. Acest lucru s-a realizat prin acțiunea de mecenat al lui Iordache Gheorghe Costache Boldur-Lățescu, principalul proprietar al moșiei Hudeștii-Mari. Acesta a urmat exemplul lui Anastasie Bașotă, cel care a înființat la Pomârla Institutul „Anastasie Bașotă”. Înființată la 1841, funcționarea acestei instituții de învățământ s-a derulat efectiv începând din anul 1861 într-un local care a aparținut moșierului. Începutul Școlii Constăcheasca, similar cu al celorlalte școli de pe teritoriul administrat astăzi de comuna Hudești, s-a făcut în spații necorespunzătoare, închiriate prin casele localnicilor.

## Etnografie
În conformitate cu numeroasele descoperiri arhelogice care s-au făcut în zona administrată de comuna Hudești, s-a constatat existența unei populații care a trăit de milenii pe aceste locuri. Informațiile sunt de cele mai multe ori lapidare sau lipsesc cu desăvârșire pentru unele perioade de timp, așa cum sunt epoca bronzului și epoca fierului. Din epoca feudală s-au identificat unele date despre locurile și satele din Hudești, însă ele nu sunt suficiente și nici nu se poate stabili care este gradul lor de obiectivitate. Baza de dezvoltare economico-socială a constituit-o agricultura și într-o anumită măsură creșterea animalelor.
Cercetarea etnografică asupra comunei Hudești definește tipurile de așezări omenești, gospodării și locuințe, ocupații și meșteșuguri practicate de locuitori. Ca urmare se desprinde concluzia că satele comunei se aliniază tipului de așezare adunată, care este specifică zonelor în care predomină relieful de podiș, unde se găsesc case și anexe, distanțate între ele, în jurul cărora se află grădini, culturi de viță de vie sau livezi de pomi fructiferi, așa cum este definită gospodăria în specificul locuințelor moldovenești. Ion Ionescu de la Brad a menționat faptul că sătenii din Vatra și Alba au casele înconjurate de livezi și pomi fructiferi. Accesul spre fiecare proprietate  se face pe drumuri principale sau secundare. Locuințele erau caracterizate de casele ridicate pe furci de stejar și brâie realizate din ulm și îngrădiri verticale din nuiele de aceeași esență. Ele erau lipite cu lut, respectiv argilă și paie.
Primele sate  care s-au format pe teritoriul comunei au fost Vatra, Hudești ( Lupeni ), Mlenăuți și Bobeștii de Jos. Au fost așezări mici cu un număr redus de familii în apropierea caselor stăpânilor și a moșiilor acestora. Familiile nou întemeiate și-au făcut locuințele mai departe de casele părinților, acolo unde au găsit terenuri agricole mai bune. Astfel s-au format noi grupuri de case pe baza cărora s-au format  noile sate Bașeu, Cuzoaia, Lișna Nouă și Podiș. Bobeștii de Jos a fost desființat de proprietarul moșiei și mutat pe locul unde este astăzi satul Alba. Unii locuitori ai Bobeștilor s-au relocat la Concești, Vatra și Hudești. Informațiile provenite din tradiția orală spun că locuitorii aceștia fiind în mijlocul moșiei aduceau pagube moșierului și acesta pentru a rezolva situația le-ar fi dat locuri de casă către pădure și altora prin alte locuri. Bătrânii satului au spus că problema nu ar fi fost rezolvată și pagubele s-au mutat la pădure. O confirmare a acestor informații o aduce faptul că satul Alba este singurul din zonă în care locuitorii au astăzi în posesie terenuri agricole acolo unde a fost vechiul sat.
O dată cu creșterea demografică a apărut necesitatea construirii de drumuri și apoi cea a împrejmuirii grădinilor și caselor cu garduri din bețe de răsărită ( floarea soarelui ), stuf sau nuiele. În Vatra, o parte din Hudești și Mlenăuți, construirea drumurilor s-a făcut în funcție de locurile unde erau ridicate casele, aceasta fiind explicația faptului că drumurile sunt întortocheate, practic văzându-se cu ochiul liber lipsa sistematizării. Prin comparație, în satele mai noi drumurile sunt drepte. În această zonă, similar cu alte zone din România, exista obiceiul umblatului prin grădini, asta pentru că în perioadele ploioase ale anului drumurile erau impracticabile din cauza solului argilos, drumurile nefiind pietruite. Ca să ajungă la Dorohoi, Darabani sau Cernăuți, locuitorii mergeau pe jos dus - întors, iar pentru distanțe mai mici foloseau uneori carul cu boi.
Dacă după Al Doilea Război Mondial „... odată cu căderea nopții, vechile sate hudeștene erau cuprinse de întunericul cel fără de margini și doar ici-colo se zărea în depărtare câte o lampă dacă nu cumva vreun opaiț cu seu de animale...”, „... călătorul care trece astăzi [ în 2010, n. r. ] pe ulițele satului poate vedea case noi și arătoase, acoperite cu tablă sau țiglă, model italian sau spaniol și multe case vechi, acoperite cu stuf, în care mai locuiește un bătrân sau bătrânică, dar cele mai  multe sunt pustii... Opincile și traista au ajuns la muzeu... Satul moare, dar nu se predă”.

## Toponimie

Harta toponimică

## Demografie
Componența etnică a comunei Hudești
     Români (94,07%)
     Alte etnii (0,37%)
     Necunoscută (5,56%)
Componența confesională a comunei Hudești
     Ortodocși (86,72%)
     Penticostali (5,9%)
     Alte religii (1,7%)
     Necunoscută (5,68%)
Conform recensământului efectuat în 2021, populația comunei Hudești se ridică la 5.647 de locuitori, în scădere față de recensământul anterior din 2011, când fuseseră înregistrați 6.067 de locuitori. Majoritatea locuitorilor sunt români (94,07%), iar pentru 5,56% nu se cunoaște apartenența etnică. Din punct de vedere confesional, majoritatea locuitorilor sunt ortodocși (86,72%), cu o minoritate de penticostali (5,9%), iar pentru 5,68% nu se cunoaște apartenența confesională.

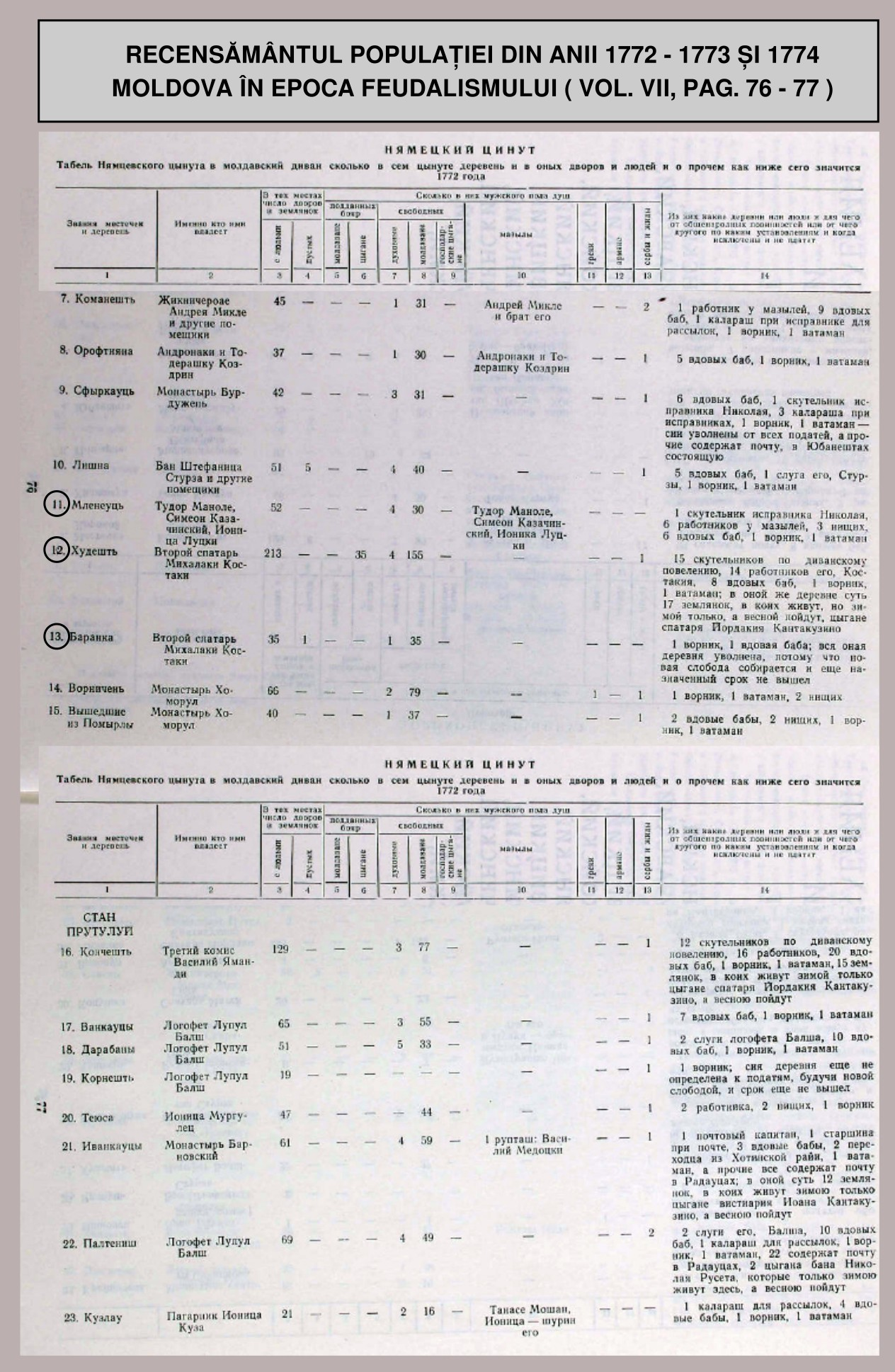
vezi:
• Recensământul Moldovei din 1772-1773
• Recensământul Moldovei din 1774

## Politică și administrație
Localitatea a primit indicatorul de sat european pentru investiții în lucrări de aducțiune și distribuție a apei. Operațiunea s-a bucurat de sprijinul întregii comunități care a construit șanțuri pentru conducta de aducțiune achiziționată tot din fonduri locale.
Comuna Hudești este administrată de un primar și un consiliu local compus din 15 consilieri. Primarul, Dimitre-Cătălin Zlei[*], de la Partidul Național Liberal, este în funcție din 1 noiembrie 2024. Începând cu alegerile locale din 2024, consiliul local are următoarea componență pe partide politice:
|  | Partid                          | Consilieri | Componența Consiliului | Componența Consiliului | Componența Consiliului | Componența Consiliului | Componența Consiliului | Componența Consiliului | Componența Consiliului |
|  | ------------------------------- | ---------- | ---------------------- | ---------------------- | ---------------------- | ---------------------- | ---------------------- | ---------------------- | ---------------------- |
|  | Partidul Național Liberal       | 7          |                        |                        |                        |                        |                        |                        |                        |
|  | Partidul Social Democrat        | 7          |                        |                        |                        |                        |                        |                        |                        |
|  | Alianța pentru Unirea Românilor | 1          |                        |                        |                        |                        |                        |                        |                        |

## Personalități născute aici
- Gheorghe Antochi ( n. 21 noiembrie 1942, Vatra ), politician PSD;
- Gheorghe Costache Lățescu ( n. 1775 (?), Hudești – după 1842, ? ), proprietarul moșiei Hudeștii-Mari, spătar cu caftan;
- Iordache (Gheorghe) Costache Boldur-Lățescu[19] ( n. 1798, Hudești – d. 1857, ? ), proprietarul moșiei Hudeștii-Mari, hatman al Moldovei;
- Gheorghe Cronț ( n. 1903, Vatra - d. 31 august 1976, București ), profesor universitar, istoric, doctor docent în drept;
- Nicolae Guragata ( n. 6 octombrie 1914, Vatra - d. ? ), preot, profesor, dirijor de cor;
- Florin Hudeșteanu ( n. 20 februarie 1926, Alba - d. ? ), solist (bas) la Opera Română;
- Ion I, Istrati ( n. 19 ianuarie 1921, Alba - d. 25 ianuarie 1977. Iași ), prozator, poet și publicist;
- Costache Jacotă ( n. 8 mai 1926, Vatra ), monograf, etnograf și folclorist;[20]
- Doina Melinte ( n. 27 decembrie 1956, Mlenăuți ), atletă;
- Maria Macoviciuc ( n. 1 august 1959, Baranca ), canotoare;
- Camelia Macoviciuc  ( n. 1 martie 1968, Baranca ), canotoare;
- Gheorghe Maftei (n. 13 aprilie 1935, Hudești - d. 1 noiembrie 2021, Iași ), artist plastic;[21][22]
- Florin Niculiu ( n. 1928, Hudești - d. 1997, București ), pictor peisagist;[23][24][25][26]
- Emil I. Luca ( n. 6 octombrie 1915, Lupeni / Hudești - d. 11 iulie 2007, Iași )[27], profesor universitar, doctor docent și inginer;
- Constantin Pintilie ( n. 31 august 1933, Lupeni / Hudești - d. 1 august 2011, ? )[28] profesor de agrotehnică;
- Vasile Turcu ( n. 11 august 1954, Hudești – d. 9 martie 2017, București ), om de afaceri.

## Monumente istorice
| Cod LMI                         | Denumire                                     | Localitate                                                                    | Localizare | Datare, Creatori                        | Imagine               | Erori             |
| ------------------------------- | -------------------------------------------- | ----------------------------------------------------------------------------- | --- | --------------------------------------- | --------------------- | ----------------- |
| BT-I-s-B-01753 (RAN: 37805.01)  | Situl arheologic de la Baranca - La Cetățuie | sat Baranca; comuna Hudești. Parcela: PD1009 Descoperire: 1870 Alex. Odobescu | Toponim ( Toponim ): La Cetățuie Localizare: extravilan, stare de conservare bună. Situl se observă ca o fortificație întărită natural, cu formă hexagonală neregulată, cu dimeniunile de 60-70 m lungime pe latura nordică și de circa 130 m pe celelalte, suprafața fiind de aproape un hectar, observându-se și șanțuri de apărare. Reper: Situl se află extravilan, la 3000 m N-NV de satul Alba și la 1400 m SE de cotul cel mai apropiat al râului Prut. Obiective: 1. Cetate medievală timpurie ( Cultura Dridu ) 2. Așezare fortificată medievală timpurie ( Cultura Răducăneni ) 3. Așezare deschisă medievală târzie. 48.18697°N 26.45374°E | sec. VIII - XI, Epoca medieval timpurie | Încarcă foto \| video | Raportează eroare |
| BT-II-m-B-01992                 | Conacul Boldur-Lățescu                       | sat Hudești; comuna Hudești                                                   | 204 48.14149°N 26.50889°E | 1757                                    |                       | Raportează eroare |
| BT-II-m-B-01993 (RAN: 37789.05) | Biserica „Sf. Voievozi”                      | sat Hudești; comuna Hudești                                                   | 205 48.14672°N 26.51126°E | 1759                                    |                       | Raportează eroare |
| BT-II-m-B-01999                 | Biserica „Sf. Gheorghe”                      | sat Mlenăuți; comuna Hudești                                                  | 2257 48.14672°N 26.51126°E | 1803                                    |                       | Raportează eroare |

## Vestigii arheologice
Existența așezărilor umane în nordul României este atestată prin numeroase situri arheologice, multe neexplorate încă, vechimea lor pierzându-se în negura veacurilor. Mediul propice viețuirii umane precum și relieful și bogata rețea hidrografică a cărei exponent de seamă este bazinul râului Bașeu, au facilitat apariția comunităților din cele mai vechi timpuri. O astfel de așezare deschisă din eneoliticul dezvoltat al Culturii Cucuteni faza B, este cea aflată în apropierea locului numit „La Brazdă”, la circa 1km sud-est de satele Vatra și Hudești, la intersecția drumurilor care vin din acestea. Suprafața sitului este de circa 10ha și este localizată pe un teren cu o înclinare dinspre sud spre est, aproape de șipotul numit „La Cresneanu”, limitrof cursului Bașeului, pe „Dealul Izvorului”.
În această așezare eneolitică este, în opinia lui Gheorghe Apătăchioae, nucleul apariției celor două sate Vatra și Hudești. În partea de nord a sitului au fost descoperite fragmente de ceramică pictată și în partea de sud-est s-au găsit fragmente încă necatalogate. Aproape de apa Bașeului au fost găsite fragmente de ceramică pictată cu simbolul soarelui, arsă, galben-roșiatică. Această zonă nu a avut parte de o cercetare sistematică, ea fiind explorată inițial în 1973 de către profesorul Costache Jacotă și obiectele au ieșit la iveală cu ocazia unor lucrări agricole. Au fost descoperite vase întregi și urmele unor locuințe care aveau vetre de foc bine conturate. Au fost identificate așchii obținute prin cioplire, unelte din silex, fusaiole, dar și greutăți pentru plase de pescuit, figurine zoomorfe și antropomorfe. Remarcabilă rămâne ceramica comună, nepictată și mai puțin îngrijită, urmată de cea pictată cu negru și roșu pe fond brun-gălbui. Decorul este unul liniar fiind demarcat pe unele fragmente cu benzi de linii paralele. Deosebit este decorul cu simbolul soarelui de pe unele artefacte care denotă proximitatea originii lor la epoca bronzului. fiind cunoscut faptul că în acele timpuri cultul soarelui a fost predominant pe plan religios.
Costache Jacotă a descoperit, tot în anul 1973, situl arheologic de la Hudești numit „La Carieră” situat pe drumul dintre satele Hudești și Alba, la nord-vest de dispensarul uman, pe panta sudică a Dealului Țurcani. Aici coexistă o așezare deschisă din epoca migrațiilor a Culturii Sântana de Mureș-Cerneahov suprapusă peste o așezare deschisă a Culturii La Tène din epoca eneolitică.Similar este situl descoperit de Dumitru Jar în 1972 la Baranca în locul „Vatra Satului”.
În apropiere de situl „La Cresneanu” se află altă așezare deschisă aparținând Culturii La Tène târzie ( Daci liberi ) aflată pe același areal cu alta similară din epoca migrațiilor ce ține de Cultura Sântana de Mureș-Cerneahov. Așezarea se află în locul denumit „La Corlățeanu” într-o văgăună ce are deschiderea înspre sud la Iazul Calul Alb, aproape de locul numit „La Ciacâr”. Aici, profesorul P. Șadurschi a descoperit în anul 1980 urme de vase ceramice, două gâturi cu toarte de amfore romane și pahare tronconice.
Pe partea dreaptă a râului Bașeu, la circa 1,5km de intersecția șoselei DN29A cu drumul ce duce la Mlenăuți, pe tarlaua „La Ilie”, dar și în „Hârtopul Grădinii” sau la „Dealul Morii” s-au descoperit așezări umane care aparțin Culturii Cucuteni. „La Ilie” au fost găsite fragmente ceramice cu urme de decoruri. S-au cules unelte și arme din silex - vârfuri de săgeți, răzuitori și străpungători. La „Hârtopul Grădinii”, aflat în aval de barajul de la Calul Alb, s-au prelevat fragmente ceramice de slabă calitate cu urme de pictură și așchii rezultate din cioplirea silexului. La „Dealul Morii”, descoperire făcută de profesorul Gheorghe Toma, au fost găsite greutăți pentru plasele de pescuit, fusaiole, topoare de piatră cu gaură, vârfuri de săgeți din silex, ceramică din pastă roșie și foarte multe așchii rezultate din cioplirea silexului.
Au fost de-a lungul timpului și descoperiri datorate hazardului la situl de la Baranca ( Cetățuia ), La Pâșcov, Podiș ( Alba ) sau Șindrilița, a unor topoare plate, vârfuri de săgeți și dălți din silex. Ceramica este variată - pahare bitronconice, farfurii, vase mari, figurine zoomorfe sau cănițe.
Studiind harta topografică a României la scara 1-25.000, Octavian Liviu Șovan a identificat pe teritoriul comunal alte situri aflate sub formă de movile, respectiv morminte tumulare, care nu au fost încă cercetate de către cineva de specialitate. Profesorul Gheorghe Toma a mai identificat pe teren încă din anul 1975 alte situri rămase necercetate, așa cum sunt cele de la Movila de la Mlenăuți - la Vest de Sat ( împreună cu Costache Jacotă ) și Movila Burtoasă la Hudești.
Este de menționat că niciodată până în anul 2010 nu s-au făcut cercetări sistematice ale siturilor arheologice de pe teritoriul comunei Hudești. Singurii care s-au implicat într-o astfel de activitate au fost profesorii de istorie din comuna Hudești care împreună cu elevii au cules o serie de obiecte care au fost expuse în muzeele școlare din Mlenăuți, Vatra și Hudești. Profesorii de istorie au fost - Gheorghe Toma, Adăscăliței Gheorghe, Murariu Ion, Prahoveanu Ion și Chițac Gheorghe.

## Resursele subsolului - zăcământul de nisip cuarțos
În perioada 1960 - 1963 s-au făcut cercetări hidrogeologice asupra zăcământului de nisipuri cuarțoase de la Hudești de către Comitetul Institutului Geologic al României prin I.G.E.X. ( Intreprinderea Geologică de Exploatări Miniere ). Ca urmare s-a constatat existența unui zăcământ care se întinde pe o suprafață de peste 40km² aflat în perimetrul localităților Bajura - Hudești - Suharău. Prin forajele care s-au făcut pe două perimetre restrânse, s-a determinat că zăcământul are grosimi semnificative și conținut în cuarț la cele mai ridicate standarde. Nisipul cuarțos de la Hudești este cel mai bun din România.
Prima zonă explorată a fost în perimetrul satelor Alba - Bașeu și a doua în perimetrul de nord-est al satului Hudești la kilometrul 69 de pe șoseaua DN29A, Dorohoi - Darabani. Zonele cercetate se încadrează altimetric între 140m ( lunca râului Bașeu ) și 266m ( dealul Poiana Turcului ). Nordul Podișului Moldovenesc unde se găsește zăcământul, se încadrează morfologic printr-un relief pronunțat, apărut prin fenomenul de eroziune cauzat de apele de suprafață, fapt care a dus la apariția unor văi cu un profil larg și cu pante accentuate. Relieful minor se regăsește doar în luncile văilor, cea mai importantă fiind cea a râului Bașeu care are o lățime care nu depășește 500m în cea mai lată porțiune a ei. Alunecările de teren de pe pantele văilor sunt vizibile și frecvente, însă majoritatea lor sunt stabilizate.

## Galerie cu imagini

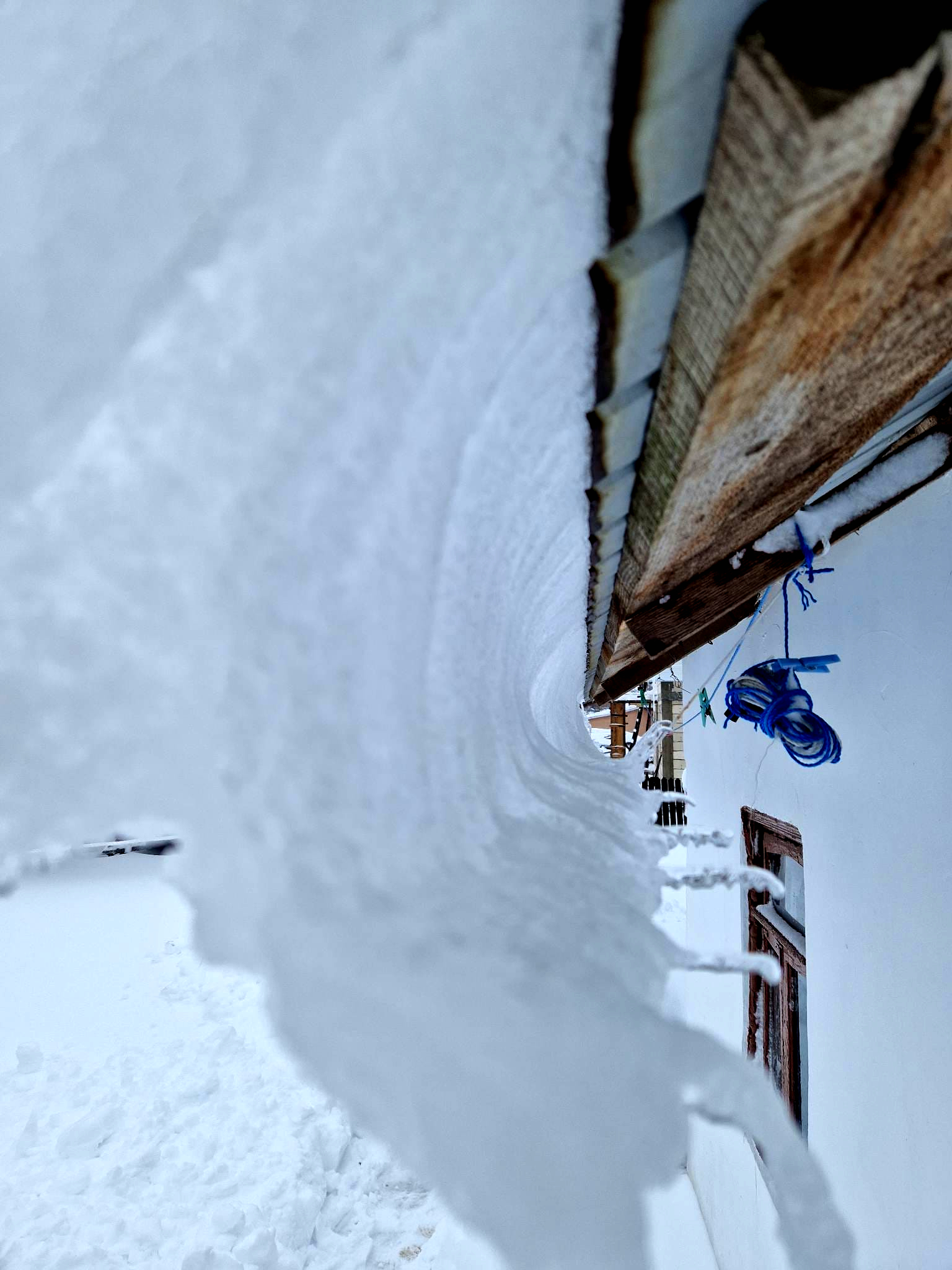
Hudești - Iarnă grea
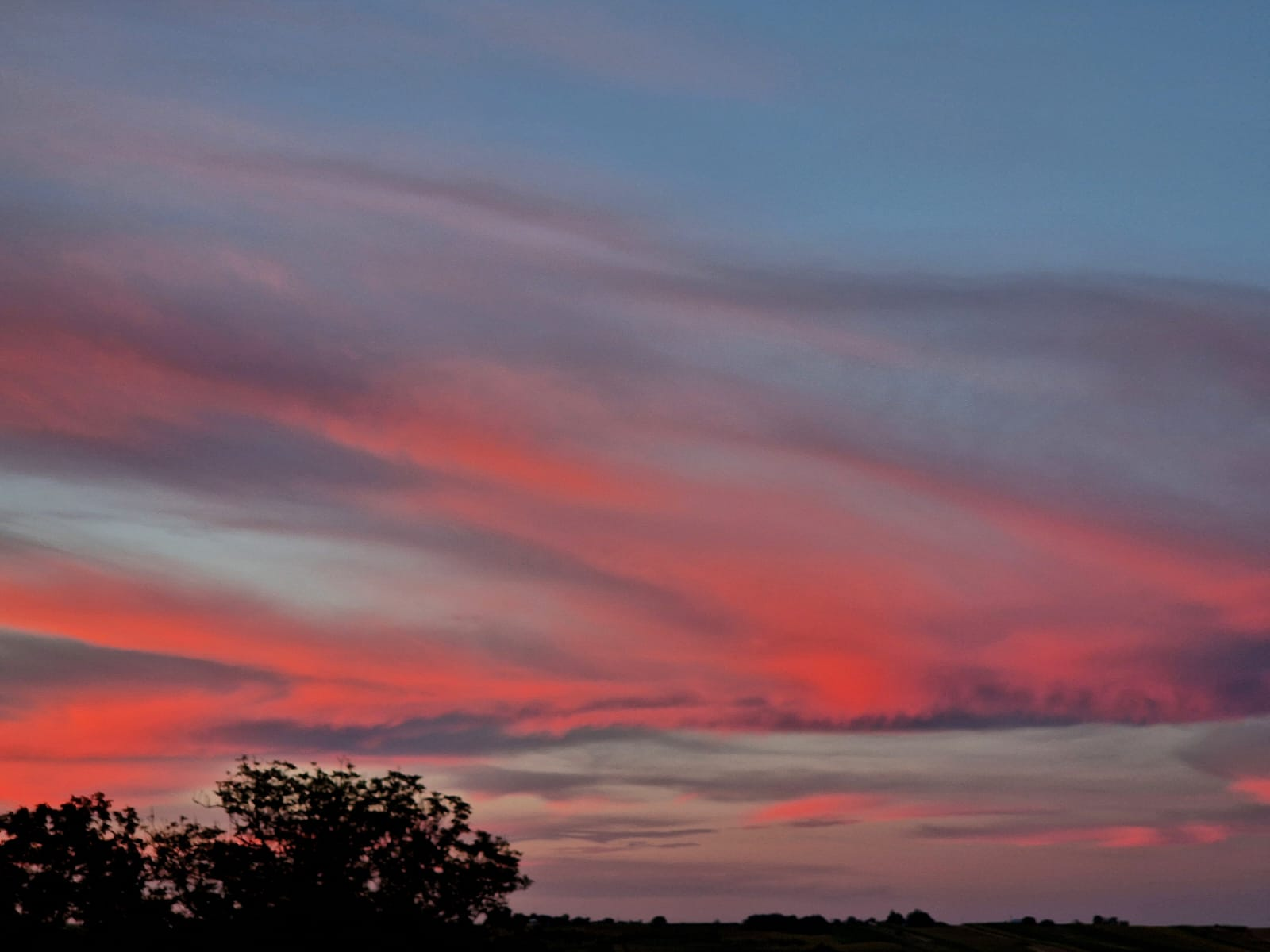
Hudești - Apus de soare
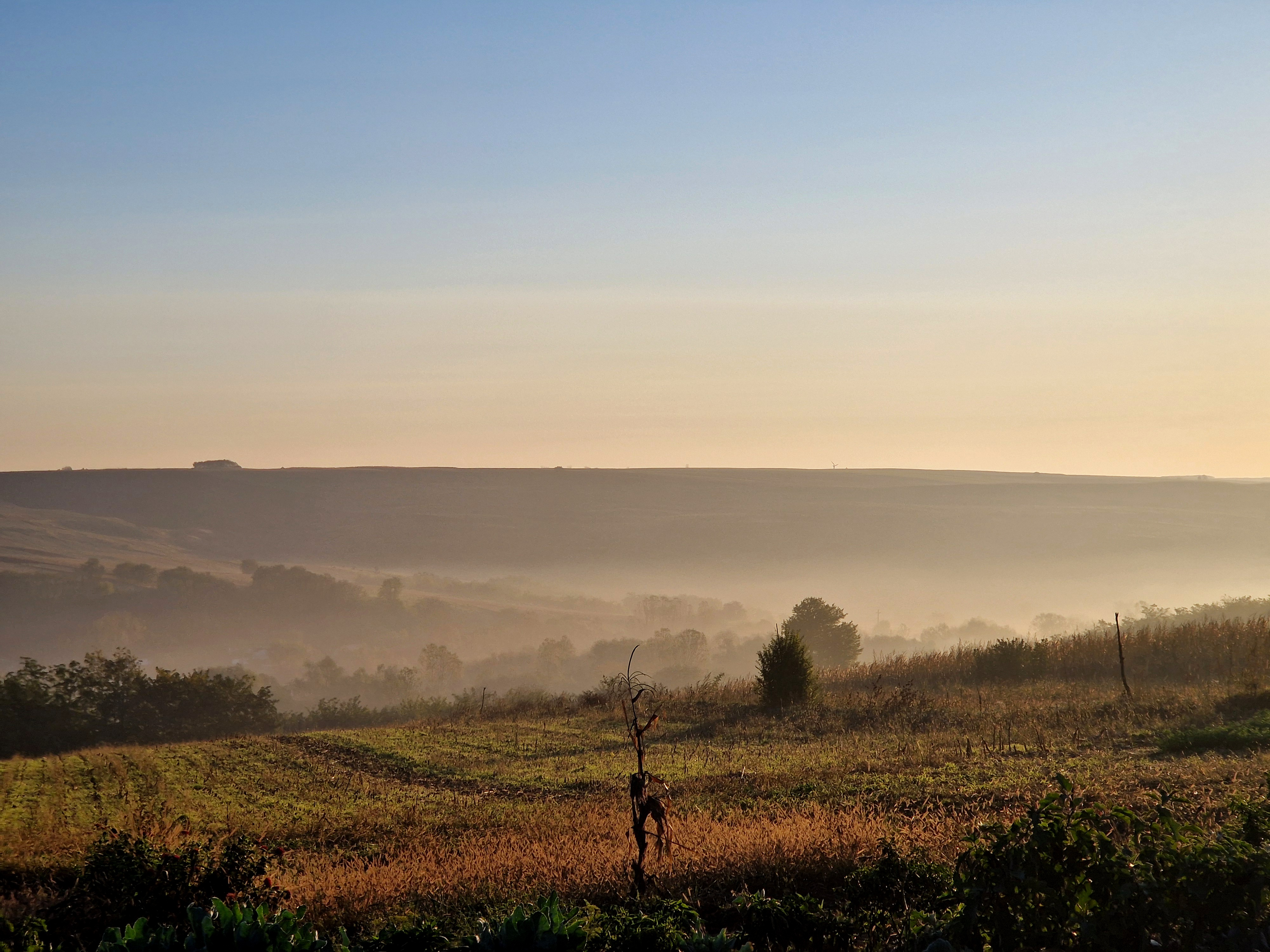
Peisaj de toamnă la Hudești - Dealul Izvorului
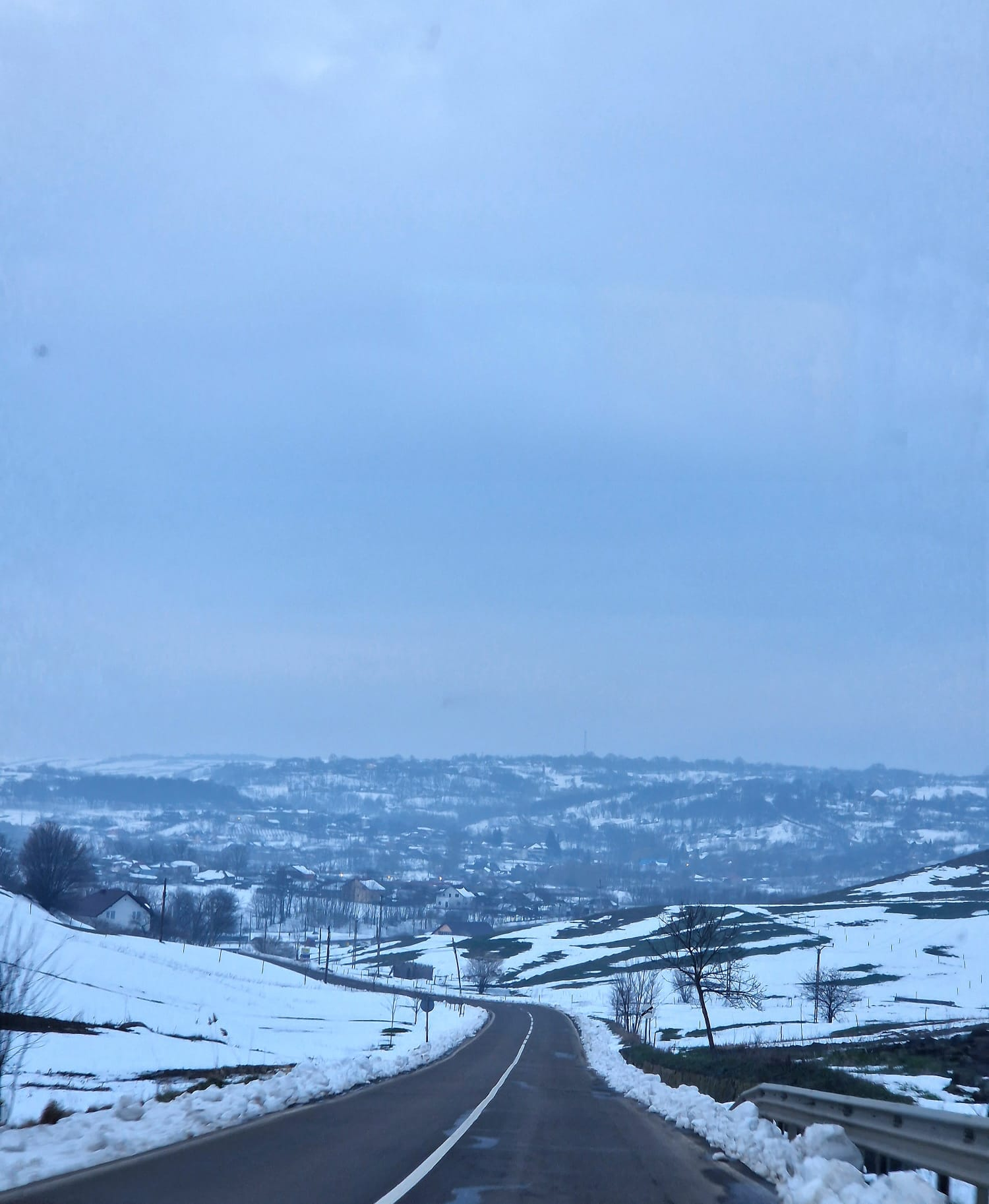
Intrarea în Hudești pe DN29A